# Farol do Porto Moniz
O Farol do Porto Moniz ou Farol do Ilhéu Mole é um farolim português que se localiza no Ilhéu Mole, na município de Porto Moniz, ilha da Madeira.
Trata-se de uma torre hexagonal em betão, branca, com três metros de altura e um aparelho luminoso no cimo, alimentado a energia solar.